# アブデルカデル・ライファウィ
アブデルカデル・ライファウィ（Abdelkader Laïfaoui、1981年7月29日 - ）は、アルジェリアの元サッカー選手。元アルジェリア代表。ポジションはディフェンダー。

## 経歴
2004年にアルジェリア代表デビュー。デビュー後は代表から外れたが、2009年に代表復帰、出場機会は無かったが、2010 FIFAワールドカップのメンバーにも選ばれた。2011年までに9試合に出場した。

## 代表歴

### 出場大会
- アルジェリア代表
  - 2010 FIFAワールドカップ

### 試合数
- 国際Aマッチ 9試合 0得点（2004年-2011年）[1]

| アルジェリア代表 | 国際Aマッチ | 国際Aマッチ |
| 年               | 出場        | 得点        |
| ---------------- | ----------- | ----------- |
| 2004             | 1           | 0           |
| 2005             | 0           | 0           |
| 2006             | 0           | 0           |
| 2007             | 0           | 0           |
| 2008             | 0           | 0           |
| 2009             | 2           | 0           |
| 2010             | 5           | 0           |
| 2011             | 1           | 0           |
| 通算             | 9           | 0           |